# Crassignatha yamu
Crassignatha yamu is een spinnensoort uit de familie Symphytognathidae. De soort komt voor in China.